# 문화 세계화

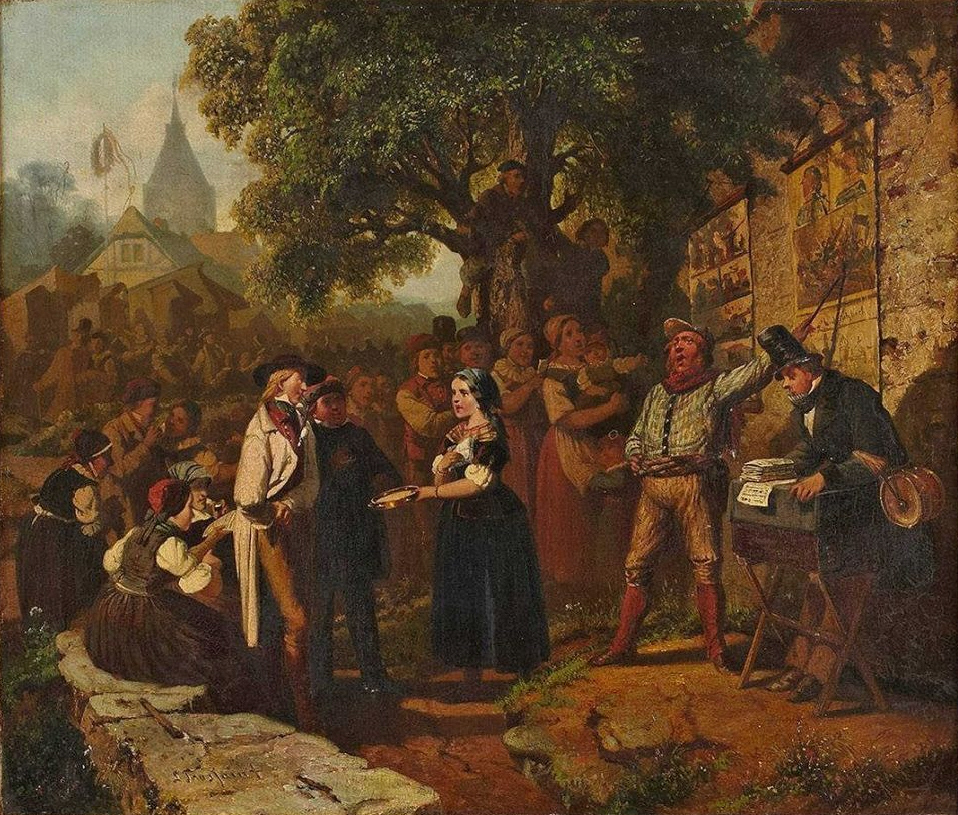
세기의 전환 견본시의 그림, Hessisches Volksfest (Hessian Folk Festival), 1887, Louis Toussaint (1826-1887), Öl auf Leinwand.

문화 세계화(文化世界化, 영어: cultural globalization) 또는 문화적 세계화(文化的世界化)는 확장 및 사회적 관계를 강화하는 방법으로 생각, 의미와 전 세계 가치의 송신을 지칭한다. 현대 기간에, 그리고 20세기의 시작 부분에서, 이 과정은 인터넷, 대중 문화 미디어, 국제 여행에 의해 확산된 문화의 일반적인 소비로 표시된다. 이는 전 세계 문화의 의미를 들고 긴 역사를 가지고 상품 교환 및 식민지의 과정에 추가했다. 문화의 순환은 국가 및 지역 경계를 넘나 확장된 사회적 관계에 참여하는 개인이 가능하게 한다. 창조와 사회적 관계의 확장은 단지 물질 수준에서 관찰되지 않는다. 문화 세계화는 사람들이 자신의 개인 및 집단의 문화 정체성을 연결하는 공유 규범과 지식의 형성을 포함한다. 이는 다른 집단과 문화 사이에서 증가 상호를 제공한다.

## 사례
문화 세계화는 인류학, 사회학, 커뮤니케이션, 문화 연구, 지리학, 정치학 및 국제 관계와 같은 여러 학문 분야의 학자들을 통합한다. 이 분야는 특히 문화적 또는 초국적으로 인식 될 수있는 몇 가지 개념이 있기 때문에 광범위하다.
문화적 세계화의 가시적 인 측면은 미국 패스트 푸드 체인과 같은 특정 요리의 보급이다. McDonald 's와 Starbucks는 세계화의 사례로 흔히 인용되는 미국 기업으로 2015년 현재 전 세계적으로 36,000 개.와 24,000 개가 운영되고 있다. 빅맥 지수는 세계 통화 가운데 구매력 평가를 비공식적으로 측정 한 지수이다.
문화 세계화는 학술 문헌에서 흔히 볼 수있는 세계화의 세 가지 주요 측면 중 하나이며 다른 가지는 경제 세계화와 정치 세계화이다. 그러나 경제적, 정치적 세계화와 달리 문화적 세계화는 광범위한 연구의 대상이 아니었다.

## 측정
통상적으로 무역 흐름, 정치 통합 및 기타 조치에 대한 양적 데이터를 포착하는 지표를 사용하여 세계화를 측정하려는 수많은 시도가있었다. 가장 두드러진 것이 AT Kearney / Foreign Policy Globalization 지수와 KOF Globalization Index이다. 그러나 문화적 세계화는 아이디어, 의견 및 유행의 흐름에 대해 쉽게 확인할 수 있는 데이터를 찾기가 어렵 기 때문에 양적 데이터를 사용하여 파악하기가 훨씬 어렵다. 그렇게하려는 시도 중 하나는 2004년 랜돌프 클루버 (Randolph Kluver)와 웨인 푸 (Wayne Fu)가 제안한 문화 세계화 지수 (Cultural Globalization Index)였고 처음에는 외교 정책 잡지 (Foreign Policy Magazine) 이 노력은 미디어 제품 (책, 정기 간행물 및 신문)의 세계 무역을 문화 흐름의 대용으로 사용함으로써 문화 흐름을 측정했다. Kluver와 Fu는 동남 아시아의 문화적 세계화를 측정하기 위해이 방법을 사용하여 확장 된 분석을 수행했다.

## 문화 세계화의 영향
문화적 세계화의 패턴은 이론과 아이디어를 한 곳에서 다른 곳으로 전파하는 방식이다. 세계화가 경제적으로나 정치적으로 우리에게 영향을 미쳤지 만, 그것은 또한 우리를 사회적으로 더 넓은 범위에서 영향을 주었다. 인종, 민족 및 계급 제도와 같은 불평등 문제로 인해 사회 불평등이 그러한 범주 내에서 영향을 미친다.
지난 반세기 동안 세계화 추세를 목격했다. 언론과 대중 문화 내에서 인종 차별은 인종 차별 문제를 수반하는 특정 태도를 갖도록 개인을 형성하여 고정 관념으로 이끈다.
기술은 문화의 세계화를 확산시키는 다리를 만든 영향이다. 그것은 세계화, 도시화 및 이주와 함께 오늘날의 추세에 어떻게 영향을 미쳤는지를 보여준다. 도시 중심부가 제 2 차 세계 대전 이후 세계화에 대한 아이디어를 개발하기 전에 다른 국가의 국가 제한이 해제 됨으로써 세계화가 발생했다. 재화와 서비스의 흐름, 개념과 아이디어에 대한 국경이 있었다. 이러한 제한으로 인해 제2차 세계 대전이 끝난 후 세계화라는 생각이 확산되는 데는 시간이 걸리고 여러 국가의 국가 제한이 해제되어 세계화가 일어났다.

## 관점

### 복합화
많은 작가들은 문화적 세계화가 서로 다른 문화를 상호 연관시키는 장기간의 역사적 과정이라고 제안한다. Jan Pieterse는 문화적 세계화는 인류의 통합과 하이브리드화와 관련이 있으며 수세기 전부터 대륙과 지역의 문화적 혼합을 발견 할 수 있다고 주장했다. 예를 들어 스페인의 아메리카 대륙 식민지화에 따른 종교적 관례, 언어 및 문화의 이동을 가리킨다. 인도의 경험은 또 하나의 예를 든다면 문화적 세계화의 영향과 그 장기간의 역사에 대한 복수 화를 보여준다. 그러한 문화 사학자들의 연구는 세계화의 기원을 최근의 자본주의로 추적하고 기술 진보를 촉진하는 작가 - 주로 경제학자 및 사회 학자 -의 혈통을 인정한다.

### 균질화
문화적 세계화에 대한 대안 적 관점은 세계화 된 다양성이 서구화 된 소비자 문화의 전염병으로 변모한다는 것을 강조한다. 일부 비평가들은 전세계에 영향을 미치는 미국 문화의 지배가 궁극적으로 문화 다양성의 종결을 가져올 것이라고 주장한다. 이러한 문화적 세계화는 인간의 단일 문화로 이어질 수있다. This process, understood as cultural imperialism, 문화적 제국주의로 이해되는이 과정은 균질화되고 서구화 된 소비자 문화가 지배하는 문화적 정체성의 파괴와 관련되어있다. 전 세계 다른 국가에서 미국 제품, 비즈니스 및 문화의 세계적 영향력을 미국화라고 한다. 이러한 영향은 전세계에 재방송되는 미국 기반의 텔레비전 프로그램을 통해 표현된다. McDonald 's와 Coca-Cola와 같은 미국의 주요 기업들은 미국 문화의 확산에 중요한 역할을 담당해 왔다. 코카인 식민지화와 같은 용어는 외국에서 미국 제품의 우위를 지칭하기 위해 만들어졌으며, 세계화에 대한 일부 비평가는 이들 국가의 문화적 정체성에 대한 위협으로 간주한다.

## 분쟁의 심화
또 다른 대안 적 관점은 문화적 세계화 과정에 대한 반응으로 "문명의 충돌"이 나타날 수 있다고 주장한다. 실제로 Samuel Huntington은 세계가 점점 작아지고 상호 연결되어 있지만 다른 문화권의 사람들 간의 상호 작용은 문명 의식을 향상 시켜서 차이를 불러 일으킨다는 사실을 강조한다. 실제로 세계적인 문화 공동체에 도달하기보다는 이러한 문화적 세계화 과정에 의해 예리한 문화의 차이가 갈등의 원천이 될 것이다.
많은 사람들이 이것을 '문명의 충돌'로 특징 지어야한다는 점에 동의하지는 않지만 문화적 세계화는 지역적 차이와 이데올로기 논쟁에 대해 강렬한 인식을 불러 일으키는 양면성 과정이라는 일반적인 견해가 있다.
양자 택일로, 그의 책 지하드 대 McWorld에 있는 벤자민 이발사는 세계의 다른 "문화적 구분"을 주장한다. 그의 저서에서 McWorld는 "상업적으로 동질적인 글로벌 네트워크"를 만들기 위해 세계화와 글로벌 연결성 및 상호 의존성의 세계를 대표한다. 이 글로벌 네트워크는 네 가지 필수 요건으로 나뉜다. 시장, 자원, 정보 기술 및 생태계 필수 반면에, "지하드"는 전통주의와 자신의 정체성 유지를 나타낸다. "문명의 충돌"은 국가 - 국가 간 5 개의 연합으로 세계를 묘사하지만, "지하드 대 맥 월드"는 투쟁이 국가 수준 이하에서 이루어지는 세계를 보여준다. 대부분의 서방 국가들이 자본주의 적이며 "맥 월드 (McWorld)"국가로 볼 수 있지만,이 국가들 내의 사회는 "지하드"로 간주 될 수도 있고 그 반대 일 수도 있다.

## 같이 보기
- 바쁜 이론
- 지구주의
- 세계화
- 문화 균질화
- 문화제국주의
- 세계화의 크기

## 참고 도서
- Paul James and John Tulloch (2010). 《Globalization and Culture, Vol. 1: Globalizing Communications》. Sage Publications.
- Paul James and Peter Mandaville (2010). 《Globalization and Culture, Vol. 2: Globalizing Religions》. Sage Publications.
- Paul James and Imre Szeman (2010). 《Globalization and Culture, Vol. 3: Global-Local Consumption》. Sage Publications.
- Paul James and Manfred Steger (2010). 《Globalization and Culture, Vol. 4: Ideologies of Globalism》. Sage Publications.
- Andrew Jones, 편집. (2006). 《The Dictionary of Globalization》. Cambridge, UK: Polity Press.
- James Mittelman, 편집. (2000). 《The Globalization Syndrome: Transformation and Resistance》. Princeton University Press.
- John Tomlinson (1999). 《Globalization and Culture》. Chicago University Press.
- Fernando, Salvetti (ed.) (2010). 《"Glocal" Working. Living and Working across the World with Cultural Intelligence》. Milan: Franco Angeli. ISBN 978-88-568-2733-0. 2018년 4월 20일에 원본 문서에서 보존된 문서. 2018년 11월 14일에 확인함.
- Watson, James L. (1997). 〈McDonald's in Hong Kong: Consumerism, Dietary Change, and the Rise of a Children's Culture〉. 《Golden Arches East: McDonald's in East Asia》. Stanford University Press. 79–80, 84–7, 89–95, 100–4, 107–8쪽.